# Трубарево (Скопље)
Трубарево (мкд. Трубарево) је насеље у Северној Македонији, у северном делу државе. Трубарево припада градској општини Гази Баба града Скопља. Насеље је северно предграђе главног града.

## Географија
Трубарево је смештено у северном делу Северне Македоније. Од најближег већег града, Скопља, насеље је удаљено 10 km источно.
Насеље Трубарево је у средишњем делу историјске области Скопско поље. Подручје око насеља је равничарско и под пољопривредом. Јужно од насеља протиче Вардар. Надморска висина насеља је приближно 230 метара.
Месна клима је блажи облик континенталне климе услед слабог утицаја Егејског мора (жарка лета).

## Становништво
Трубарево је према последњем попису из 2002. године имало 2.669 становника.
Састав становништва у насељу према народности:
| Националност | Укупно | Удео  |
| Македонци    | 1.973  | 73,9% |
| Албанци      | 494    | 18,5% |
| Срби         | 124    | 4,6%  |
| Цигани       | 14     | 0,5%  |
| Турци        | 12     | 0,5%  |
| остали       | 52     | 1,9%  |

Већинска вероисповест је православље, а мањинска ислам.

## Личности
У Трубареву је септембра 1927. умро Милан Цигановић.